# Phaenocarpa nigrita
Phaenocarpa nigrita är en stekelart som beskrevs av Robert A.Wharton 2002. Phaenocarpa nigrita ingår i släktet Phaenocarpa och familjen bracksteklar. Inga underarter finns listade i Catalogue of Life.